# Обрубовка
Обрубовка, в контексте изобразительного искусства  — рисунок или скульптура, показывающая основные плоскости, иначе называемые  планы (боковые, передний и др.) изображения или скульптуры. Чаще всего используется при обучении рисунку или скульптуре. Целью является изучение формы и конструкции объекта с помощью упрощенных и обобщенных форм.

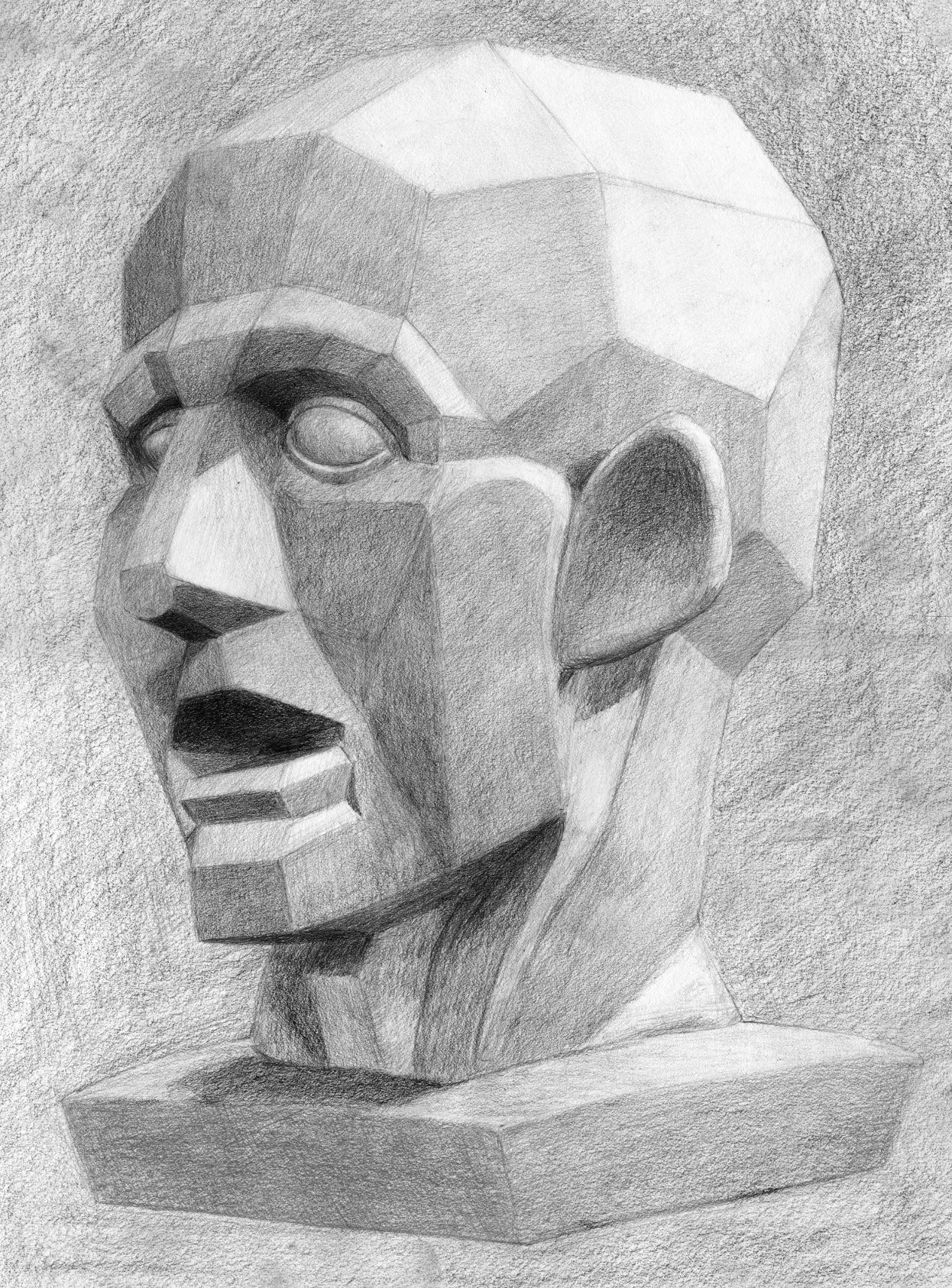
Пример рисунка обрубовки Гудона